# Vincetoxicum elegans
Vincetoxicum elegans är en oleanderväxtart som beskrevs av George Bentham. Vincetoxicum elegans ingår i släktet tulkörter, och familjen oleanderväxter. Inga underarter finns listade i Catalogue of Life.